# Patricio Aylwin
Patricio Aylwin (26. listopadu 1918 Viña del Mar – 19. dubna 2016 Santiago de Chile) byl chilský politik, člen a v několika obdobích také předseda centristické Křesťanskodemokratické strany Chile.
Narodil se jako nejstarší z pěti sourozenců ve městě Viña del Mar. Studoval právní fakultu na Chilské univerzitě a následně se stal právníkem. V letech 1946 až 1967 působil na stejné univerzitě jako profesor. Působil také na dalších univerzitách. V letech 1965 až 1973 byl členem chilského senátu. Dne 11. března 1990 nahradil Augusta Pinocheta ve funkci chilského prezidenta jako první demokratický prezident po období diktatury. Úřad opustil o čtyři roky později. Zemřel roku 2016 ve věku 97 let.

## Vyznamenání
- velkokříž s řetězem Řádu Isabely Katolické – Španělsko, 11. října 1990[2]
- Řád říšské koruny – Malajsie, 1991[3]
- velkokříž s řetězem Řádu Karla III. – Španělsko, 5. dubna 1991[4]
- velkokříž s řetězem Řádu zásluh o Italskou republiku – Itálie, 17. dubna 1991[5]
- velkokříž s řetězem Řádu svobody – Portugalsko, 26. srpna 1992[6]
- velkohvězda Čestného odznaku Za zásluhy o Rakouskou republiku – Rakousko, 1993[7]
- čestný člen Řádu Jamajky – Jamajka